# Пряма дія права Європейського Союзу
У праві Європейської Унії (ЄУ) пряма дія — принцип, згідно з яким право Унії може, якщо воно відповідне сформульоване, надавати особам права, які не лише суди, але й державна адміністрація (на національному, регіональному чи місцевому рівні) держав-членів Європейської Унії зобов’язані визнавати та забезпечувати його дотримання.
Пряма дія прямо не вказана в жодному з договорів ЄУ. Принцип прямої дії вперше був встановлений Судом Європейської Унії в справі Ван Ґенд ен Лоос проти Нідерландської податкової адміністрації. Пряма дія згодом була послаблена у застосуванні до статей договору, і Суд Справедливости розширив принцип, встановивши, що він здатний застосовуватися практично до всіх можливих форм законодавства ЄУ, найважливішими з яких є регламенти, а за певних обставин — до директив.
Суд Справедливости вперше сформулював доктрину прямої дії у справі Ван Ґенд ен Лоос проти Нідерландської податкової адміністрації. Суд Справедливости встановив критерії (які зазвичай називають «критеріями Ван Ґенда») для встановлення прямої дії. Положення нормативно-правових актів ЄУ мають бути:
- зрозумілим,
- негативним (негативне, а не позитивне зобов'язання)
- безумовним,
- без застережень з боку держави-члена, і
- не залежить від будь-яких національних заходів впровадження.[2]

Якщо ці критерії були дотримані, то право або права, про які йдеться, могли б бути забезпечені в національних судах. Суд Європейської Унії вирішує, чи відповідає певний захід критеріям чи ні.

## Різновиди прямої дії
У справі Ван Ґенд ен Лоос було вирішено, що громадянин може застосувати право, надане законодавством Європейських Спільнот (ЄС), проти держави – питання про те, чи можна застосувати права проти іншого громадянина, не розглядалося. У справі Дефрен проти Сабени (№ 2), Суд Справедливости вирішив, що існують два різновиди прямої дії: вертикальна пряма дія та горизонтальна пряма дія, причому розрізнення ґрунтується на фізичній чи юридичній особах, проти якої має бути виконане право.
Вертикальна пряма дія стосується зв’язку між правом ЄУ і національним законодавством – зокрема, зобов’язанням держави забезпечити його дотримання та його сумісність із законодавством ЄУ, таким чином дозволяючи громадянам покладатися на нього в діях проти держави чи державних органів; «еманація держави» за визначенням у справі «Фостер проти British Gas plc».
Горизонтальна пряма дія стосується відносин між окремими особами (включаючи компанії). Якщо певне положення законодавства ЄУ має горизонтальну пряму дію, то громадяни можуть покладатися на нього в діях один проти одного. Це означає, що громадянин може посилатися на положення законодавства ЄУ проти іншого громадянина в національному суді. Ці зобов’язання можуть створювати права для громадян або накладатися на них у державі-члені. На відміну від договірних статей і нормативних актів, директиви зазвичай не можуть мати горизонтальної прямої дії. Певні положення договорів і законодавчих актів, таких як нормативні акти, можуть застосовуватися безпосередньо горизонтально.

## Застосування прямої дії

### Статті договору
Пряма дія застосовується, коли конкретне положення, на яке посилається, відповідає критеріям Ван Ґенда ен Лооса. Таким чином, вона застосовується у випадку статей договору, у цьому випадку вона може мати як вертикальну, так і горизонтальну пряму дію.

### Регламенти
Регламенти також підлягають прямій дії. Оскільки стаття 288 ДФЄУ (колишня стаття 249 ДЄС) прямо передбачає, що нормативні акти «є обов’язковими в повному обсязі та безпосередньо застосовуються в усіх державах-членах», Суд ЄУ підтвердив, що вони в принципі мають пряму дію, зазначаючи, що «через саму їх природу та місце в системі джерел права Унії нормативні акти діють для надання прав особам, які національні суди зобов’язані захищати». Якщо конкретне право надається, тому регламент маже мати як вертикальну, так і горизонтальну пряму дію. Усі нормативні акти мають безпосередню дію.

### Рішення
Рішення мають безпосередню силу проти того, кому вони адресовані, оскільки відповідно до статті 288 ДФЄУ (колишня стаття 249 ДЄС) вони «обов’язкові в повному обсязі... кому [вони] адресовані».

### Директиви
Знаковими рішеннями щодо прямої дії директив є Ван Дуйн проти Міністерства внутрішніх справ, яка встановила вертикальну пряму дію директив, і Маршалл проти Управління охорони здоров'я Саутгемптона, яка встановила відсутність горизонтальної прямої дії нереалізованих директив.
Горизонтальна пряма дія директив є спірним питанням. Численні генеральні адвокати підтримали тезу встановлення горизонтальної прямої дії Однак Суд Справедливости завжди опирався зміні прецедентного права Маршалла, щоб дозволити загальне право посилатися на невиконані директиви проти приватних сторін. У ряді випадків Суд Справедливости встановив засоби для обмеження сфери застосування заборони горизонтальної прямої дії та забезпечення повної ефективності директив, наскільки це можливо.
Справа Фостер проти British Gas plc демонструє готовність Суду надати права директиви окремим особам, для цілей цієї справи Суд стверджував, що будь-яка державна організація, націоналізована компанія або компанія, яка працює в державному секторі, може розглядатися як державний орган з метою впровадження прямого вертикального ефекту, коли більш вузьке прочитання справи може зробити висновок, що горизонтальний прямий вплив буде необхідним для застосування. Це продемонстровано у справі Колсон проти землі Північний Рейн-Вестфалія, де суд встановив практику «вчитування» директиви в існуюче національне законодавство, щоб реалізувати дію директиви – незважаючи на те, що вона насправді не є частиною законодавства. Подальша прецедентна практика, яка демонструє цю практику, – Франкович проти Італії, де особа може подати позов проти уряду за невиконання нею директиви та подальшу втрату прав у суді.
У Grad v Finanzamt Traunstein, у справі про ПДВ, Суд Справедливости постановив, що рішення може мати пряму дію, оскільки воно накладає зобов’язання досягти необхідного результату. Як постановив Суд Справедливости у іншій справі щодо ПДВ у Беккері, «усюди, де положення директиви здаються... безумовними та достатньо точними, ці положення можуть, за відсутності імплементаційних заходів, прийнятих у встановлений період, використовуватися як проти будь-якого національного положення, яке є несумісним з директивою, або в тій мірі, в якій положення визначають права, які особи можуть відстоювати проти держави».
Однак у справі прокурор проти Ратті було постановлено, що якщо строк, наданий для імплементації директиви, не минув, вона не може мати прямої дії. Директиви набувають прямої дії, лише якщо встановлена дата, до якої держава-член мала їх імплементувати, минула. Крім того, у випадках, коли держава-член запровадила необхідне законодавство, але зробила це з помилками, директива все ще може мати пряму силу, як у випадку справи Verbond van Nederlandse Ondernemingen (VNO).
На відміну від положень і нормативних актів Договору, директиви не можуть мати горизонтальну дію (проти іншої приватної особи чи компанії), оскільки це суперечить принципам законности та правової визначености (див. Маршалл проти Управління охорони здоров'я Саутгемптона). Таким чином, директиви наразі мають пряму силу лише вертикально (тобто проти держави, поняття, яке широко тлумачиться Судом Справедливости, включаючи державні школи та інші «еманації держави»). Проте зобов’язання держав-членів ЄУ тлумачити національне законодавство узгоджено та гармонійно з правом ЄУ, як стверджується, спричинило непряму горизонтальну дію на директиви. Крім того, у рішеннях у справах CIA Security і Unilever Italia SpA проти Central Food SpA, Суд Справедливости дозволив приватній стороні посилатися на Директиву про повідомлення проти іншої приватної сторони. В академічних коментарях ці випадки зазвичай називаються «побічними наслідками» директив проти приватних сторін, на відміну від повномасштабного горизонтального прямого впливу. Проте точну різницю між «випадковими діями» та «горизонтальними прямими діями» виявилося важко провести. Відповідно до останнього прецедентного права та коментарів, видається, що директива може бути застосована проти приватної сторони, якщо це не впливає на норму(и), яка безпосередньо регулює спір.

## Прямий вплив на процесуальне право
У справі Comet v. Produktschap, Суд Справедливости встановив, що процесуальні норми кожної держави-члена зазвичай застосовуються до випадків права ЄУ. Однак слід дотримуватися двох основних принципів, а саме «принципу еквівалентности» (процес у справах ЄУ має бути еквівалентним процесу у внутрішніх справах) і «принципу ефективности» (процес не може зробити закон функціонально неефективним).